# Capela Pombo
A Capela Senhor Bom Jesus dos Passos, ou do Senhor dos Passos, também conhecida como Capela Pombo, é uma igreja católica particular, edificada em aproximadamente em 1784 pelo português senhor de engenho e coronel Ambrósio Henriques da Silva Pombo, anexa à sua propriedade, situada no bairro do Comércio na cidade paraense de Belém (estado brasileiro do Pará).

## História
O Cel. Ambrósio Henriques, chefe de numerosa e importante família que, ao construir sua residência em Belém, dotou-a de tal capela, onde ele, seus parentes, amigos e escravos assistiam à Missa e a outras cerimônias religiosas. A residência e a capela ficam situadas na Travessa Campos Sales, anteriormente denominada Travessa do Passinho, no perímetro compreendido entre as Ruas Manoel Barata e 13 de Maio, no atual Bairro do Comércio, em Belém. Em 1784, Alexandre Rodrigues Ferreira cita, em seus relatos, a capela do Capitão Ambrósio como um dos oratórios públicos da cidade.

## Arquitetura
Atribui-se a Antônio José Landi a autoria do projeto da capela em razão da semelhança de traços com outras obras landianas, não tendo sido, entretanto, até a presente data, localizado seu projeto original. "uma pequena capela privada, anexa a um sobrado, conhecida como capela Pombo, foi certamente projectada por Antônio José Landi".
A capela possui fachada branca e grande suavidade em suas formas e linhas tardo-barrocas. A porta, central à fachada, é encimada por um frontão triangular. Sobre a porta, há uma janela com sacada e balaústres. No alto, junto ao coroamento superior há dois vasos. Há relatos da existência de uma torre com sino no alto da capela, que foi retirada por ter sido danificada por faíscas elétricas.
Na parede onde se encosta o altar, onde, tal como na capela dos Governadores se rasgam as duas portas de comunicação com a sacristia, encontramos um retábulo em massa cobrindo toda a parede, organizado em três panos...; enquadrando o nicho central encontramos pilastras que parecem retiradas dos desenhos de cenografia dos Bibiena.
A capela é dotada de um coro de onde a família e amigos assistiam às cerimônias, já que a parte térrea era ocupada pelos escravos. Foi, provavelmente, uma das últimas obras projetada e concluída por Landi.
Foi tradição muitos engenheiros oriundos da Escola de Engenharia do Pará, localizada às proximidades, recorrerem ao Senhor dos Passos para realizar suas provas, colocando moedas por baixo de sua porta quase sempre fechada.
Ao longo do tempo, a capela mudou de dono várias vezes, ainda entre membros da família Pombo, tendo ocorrido momentos em que esteve nas mãos de outra família, os Corrêa de Guamá, período esse, marcado pelo abandono da edificação e pela perda de documentos relativos aos Pombo. Só em 1973, a capela voltou às mãos da família de origem, ano em que sofreu um processo de restauração, que preservou grande parte das características originais como o piso, o forro e o telhado este dois últimos que foram substituídos por novos iguais aos originais.
As imagens originais foram, em parte, destruídas pela ação dos cupins. Algumas peças se encontram em poder da família e, recentemente, a imagem do Senhor Morto, foi localizada, após anos de desaparecida e, reintegrada ao patrimônio do estado do Pará.

## Tombamento
A capela não é tombada individualmente e o sobrado foi descaracterizado. O conjunto está situado no Centro Histórico de Belém, e faz parte do perímetro tombado por lei municipal.